# 玩命快遞3
《玩命快遞3》（法語：Le Transporteur 3）是一部2008年英語法國動作片，2005年電影《玩命快遞2》的續集，以及《玩命快遞》系列電影的第三部作品。電影由路易斯·賴托瑞執導，盧·貝松與勞勃·馬克·卡門共同擔任編劇，傑森·史塔森、娜塔莉·盧妲卡娃（Natalya Rudakova）、法藍柯·波蘭德和罗伯特·克耐普主演。
電影講述法蘭克·馬丁（Frank Martin，史塔森飾演）回到法國，但被迫運送烏克蘭政府官員被綁架的女兒，導致自己及「包裹」身陷危機。《玩命快遞3》2008年11月26日在法國上映，全球票房總計1.12億美元，成為原三部曲中票房收入最高的一部。電影被影評普遍共識為劇本差勁、動作特技一般，整體不如前兩集，但史塔森及盧妲卡娃的表現受讚。

## 劇情
從美國邁阿密返回法國蔚藍海岸後，法蘭克·馬丁和朋友塔科尼督察釣魚失敗，塔科尼接到電話稱一輛黑色奥迪A8強闖法國海關並在一場汽車追逐中躲避警察。當塔科尼返回烏克蘭敖德薩總部提供法蘭克不在場證明時，環境署部長里昂尼德·托米連科收到了腐敗的回收公司員工約拿·強生威脅，要求重啟商業談判。晚上，奧迪車撞進了法蘭克的家，法蘭克認出為受傷的駕駛是快遞員馬爾科姆·曼維爾，自己在之前拒絕的工作中改推薦過他。
當醫護人員帶走馬爾科姆時，法蘭克發現奧迪後座有一名女子，她向他展示了自己和馬爾科姆一直戴著的金屬手鐲，如果距離車輛太遠，就會爆炸。法蘭克衝到外面，但救護車超出了範圍並爆炸，殺死了馬爾科姆。隨後，強生的手下喬擊倒了法蘭克。強生為法蘭克戴上爆炸手鐲，迫使他帶著一個包裹和那位名為瓦倫汀娜的女子前往布達佩斯。托米連科談判推遲簽署協議，一旦他簽下協議，將允許載有有毒化學物的船隻進入烏克蘭掩埋。當塔科尼研究強生的動機時，法蘭克偏離了路線，前往車庫試圖處理手鐲。
擊敗強生派出的手下後，法蘭克的技工朋友奧圖稱無法解除車上的裝置。在布達佩斯，強生告知法蘭克已被解雇，並讓一名手下偷開走奧迪車。經過一番追逐，法蘭克騎著自行車追上並奪回了車輛。法蘭克和強生同意平局後，強生指示他前往羅馬尼亞布加勒斯特，但法蘭克與瓦倫汀娜被一輛黑色梅赛德斯-奔驰E级車追趕，對方是托米連科私下派出的探員。法蘭克甩開對方後，打開後車廂裡的包裹，卻得到一本電話簿，這才意識到瓦倫汀娜才是真正的包裹。瓦倫汀娜隨後拿著法蘭克的車鑰匙引誘他，導致兩人發生了性關係。瓦倫汀娜是托米連科的女兒；她解釋，自己在西班牙伊维萨岛被下藥，並被馬爾科姆運送，強生藉此勒索她的父親。
在敖德薩，法蘭克和瓦倫汀娜在一座橋上被強生及其人馬包圍。雖然瓦倫汀娜被交給強生，她的手鐲也被取下，但強生仍命令手下朝法蘭克的車開槍。法蘭克把車從橋上開進湖中，讓強生以為自己已死，但他利用汽車輪胎中的空氣為包裹袋充氣，形成漂浮裝置而活了下來。在列車上，強生讓托米連科與瓦倫汀娜交談，並給他15分鐘簽約。塔科尼和烏克蘭警察找回法蘭克及奧迪車後，法蘭克繼續追趕，並將汽車跳到載著強生及其手下的列車頂上。法蘭克進入車廂內擊敗了強生的所有手下，但距離自己的奧迪太遠而碰不到強生。
強生將列車駕駛室的車廂分開後，法蘭克開著奧迪衝進該車廂，讓自己有足夠的距離跳下來毆打強生。法蘭克得到鑰匙解開手鐲並將其戴在強生的手上，接著讓奧迪倒車至車廂外，導致強生被炸成了碎片。法蘭克與瓦倫汀娜重逢，塔科尼則致電托米連科，告知其女兒的安全，托米連科撕毀了合約，然後前往參加商務會議。的貨船遭到警察突襲並被遣離烏克蘭海岸，而法蘭克和塔科尼則返回馬賽釣魚。和他們一起在船上的瓦倫汀娜建議他們去附近的餐廳吃午飯。

## 演員
- 傑森·史塔森飾演法蘭克·馬丁（Frank Martin）
- 娜塔莉·盧妲卡娃（Natalya Rudakova）飾演瓦倫汀娜·托米連科（Valentina Tomilenko）
- 法藍柯·波蘭德（英语：François Berléand）飾演塔科尼督察（Inspector Tarconi）
- 罗伯特·克耐普飾演約拿·強生（Jonas Johnson）
- 傑倫·克羅貝（英语：Jeroen Krabbé）飾演里昂尼德·托米連科（Leonid Tomilenko）
- 大衛·艾塔西（英语：David Atrakchi）飾演馬爾科姆·曼維爾（Malcom Manville）
- 揚·桑伯格（法语：Yann Sundberg）飾演佛拉吉（Flag）
- 艾瑞克·艾伯納尼（英语：Eriq Ebouaney）飾演艾斯（Ice）
- 希爾維奧·斯瑪奇（義大利語：Silvio Simac）飾演強壯喬（Mighty Joe）
- 提摩·迪爾克斯（Timo Dierkes）飾演奧圖（Otto）
- 塞米·施伊特（英语：Semmy Schilt）飾演大塊頭

## 制作
娜塔丽·卢妲卡娃是吕克·贝松在大街上发现的新演員。在饰演这个角色之前她在巴黎上了6周的表演课。
影片在法国約拍摄16周。也在乌克兰敖德萨取景拍摄。

## 反响
2009年3月10日影片的DVD和藍光光碟在美国发行。共售出1,108,030张，收入19,707,976美元。
《玩命快遞3》在美国由狮门娱乐发行。上映首周获得1200万美元票房。 截至2009年9月11日，这部电影在美国及加拿大获得3170万美元票房。其他国家获得7460万美元票房。全球总票房为106,288,215美元。是三部曲中票房最高的一部。
这部影片的评论褒贬不一。该片在烂番茄基于110位评论家做出的评论，获得36%的新鲜度，及在总分10分中取得4.8分。在从主流评论家间作出满分100分的加权平均分数的Metacritic，该片基于26篇评论取得51分。